# Джордж Макекран
Джордж Джеймс Макекран (англ. George James McEachran, нар. 30 серпня 2000, Оксфорд, Англія) — англійський футболіст, півзахисник клубу «Грімсбі Таун».

## Ігрова кар'єра

### Клубна
Джордж Макекран є вихованцем клубної академії лондонського «Челсі». У 2019 році футболіст був в заявці команди на переможний фінал 2018/19. Але через велику конкуренцію в складі частину сезону 2019/20 футболіст змушений був провести в оренді в нідерландському клубі «Камбюр». Перед початком сезону 2020/21 Макекран знову повернувся до Нідерландів - в оренду в клуб «Маастрихт». Але вже у грудні 2020 року орендний договір було достроково перервано.
У лютому 2023 року футболіст приєднався до клубу «Свіндон Таун». Влітку 2024 року по завершенню терміну контракту Джордж залишив клуб і як вільний агент перейшов до «Грімсбі Таун», підписавши з клубом дворічний контракт.

### Збірна
В травні 2017 року в складі юнацької збірної Англії (U-17) Макекран став срібним призером юнацького чемпіонату Європи в Хорватії.
В жовтні того року разом зі збірною (U-17) Макекран став переможцем юнацького чемпіонату світу в Індії.

## Титули
Челсі
 Переможець Ліги Європи: 2018/19
Англія (U-17)
 Чемпіон світу: 2017
 Віце - чемпіон Європи: 2017